# روبرت لالثاموانا
روبرت لالثاموانا (4 سبتمبر 1988 بميزورام في الهند - ) هو لاعب كرة قدم هندي في مركز الدفاع. شارك مع منتخب الهند لكرة القدم. أما مع النوادي، فقد لعب مع نادي إيست بنغال ونادي تشرتشل براذرز ونادي دلهي ديناموس.

## وصلات خارجية
- روبرت لالثاموانا على موقع قاعدة بيانات كرة القدم.إي يو (الإنجليزية)
- روبرت لالثاموانا على موقع Soccerway.com (الإنجليزية)